# Carlos Rafael Rivera
Carlos Rafael Rivera est un compositeur guatémaltèco-américain, né le 18 août 1970.

## Biographie
Carlos Rafael Rivera naît le 18 août 1970. Jeune, il fréquente à la Belen Jesuit Preparatory School, à Miami. Il prend des cours de guitare à la Florida International University School of Music, où il obtient un baccalauréat en composition de musique en 1996. Il reçoit le doctorat en art musical à l'université de Californie du Sud.
En 2014, il met en musique le film Balade entre les tombes (A Walk among the Tombstones) de Scott Frank, ce qui lui permet d'être sélectionné pour un Oscar dans la catégorie de la meilleure musique de film.
En 2017, il compose la musique pour la mini-série Godless, créée par Scott Frank et diffusée sur Netflix.
En 2020, il retrouve Scott Frank pour mettre la mini-série Le Jeu de la dame The Queen's Gambit, également diffusée sur Netflix, pour laquelle il est récompensé d'Emmy Award de la meilleure composition musicale pour une minisérie, un téléfilm ou un programme spécial et Hollywood Music in Media Award (en) de la meilleure composition musicale pour une minisérie.

## Filmographie

### Cinéma

#### Longs métrages
- 1996 : Without a Map de Peter Turman (non crédité ; guitare)
- 2014 : Balade entre les tombes (A Walk among the Tombstones) de Scott Frank
- 2023 : Ezra de Tony Goldwyn

#### Courts métrages
- 2006 : On the Brink d'Eric Prescott (guitare)
- 2022 : Adonai de Gil Green et Hess Wesley

### Télévision

#### Téléfilm
- 1999 : Le Pacte de la haine (Brotherhood of Murder) de Martin Bell  (guitare)

#### Séries télévisées
- 2017 : Godless (mini-série ; 7 épisodes)
- 2020 : Le Jeu de la dame (The Queen's Gambit) (mini-série ; 7 épisodes)
- 2021 : De l'autre côté (Just Beyond) (4 épisodes)
- depuis 2021 : Hacks (18 épisodes)
- 2024 : Mister Spade (Monsieur Spade) (mini-série TV) - 6 épisodes
- 2025 : Les Dossiers oubliés (Department Q) de Scott Frank et Chandni Lakhani  (série TV) - 9 épisodes